# Jean Mottard
Pour les articles homonymes, voir Mottard.
Jean Mottard, né le 19 avril 1925 et mort le 22 juillet 2006, est un homme politique belge.
Docteur en droit de l'Université de Liège, Jean Mottard plaide avec succès différentes affaires dont celle dite du Softénon (la thalidomide). Comme avocat, il est maître de stage de Freddy Terwagne.
Militant wallon, il participe au Congrès national wallon de Liège les 20 et 21 octobre 1945, collabore à Forces nouvelles, hebdomadaire de l'Union démocratique belge tentative de regrouper les chrétiens progressistes hors du PSC, rencontre André Renard et après la Grève générale de l'hiver 1960-1961, adhère au Mouvement populaire wallon, dénonce l'annexion des Fourons, prône le dialogue avec les fédéralistes flamands, veut rassurer les catholiques wallons, lie le programme des réformes de structure et le fédéralisme.
Délégué liégeois du Mouvement populaire wallon  au plan fédéral wallon, il dénonce le fait que l'autonomie culturelle envisagée par le  gouvernement de Gaston Eyskens installé en 1968 ne repose que sur des bases linguistiques alors que le Mouvement populaire wallon la veut fondée sur les Régions avec un volet économique et social déterminant. Il organise aussi plusieurs conférences dans les Fourons. Il est l'avocat de la FGTB de Liège-Huy-Waremme et collabore à ce titre avec Robert Gillon. Après le tournant à gauche du Rassemblement wallon en 1976, il s'engage dans ce parti et se présente aux élections d'avril 1977.
En 1981 il participe à Gozée à la création du Rassemblement populaire wallon avec Yves de Wasseige et Paul-Henry Gendebien protestant contre le dépôt de listes communes au Rassemblement wallon et au Front démocratique des francophones jugé trop à droite et divergent des thèses wallonnes sur le plan institutionnel. A Liège ce parti se présente en cartel avec le PS, liste qui s'intitule Rassemblement des progressistes. Il est élu député en 1981 et devient membre du PS en 1988. Il défend l'l'indépendance de la Wallonie. À la Chambre, il siègera comme député et deviendra membre de la Commission de la Justice de 1988 à 1995.
Dans le domaine culturel; Jean Mottard a agi beaucoup pour le théâtre à Liège fondant avec la fille de Jean Rey, le Théâtre de l'Étuve qui lancera des gens comme Georges Koonen ou Dolly Damoiseau, Jo Rensonnet etc.